# Aeroport de Beira
L'aeroport de Beira (codi IATA: BEW, codi OACI: FQBR) és un aeroport que serveix Beira, una ciutat de la província de Sofala a Moçambic. Disposa de tres pistes d'aterratge d'asfalt.

## Aerolínies i destinacions
| Aerolínies                 | Destinacions                                                         |
| -------------------------- | -------------------------------------------------------------------- |
| Airlink                    | Johannesburg-OR Tambo                                                |
| LAM Aerolínies de Moçambic | Chimoio, Harare, Johannesburg-OR Tambo, Maputo, Nampula, Pemba, Tete |
| Malawi Airlines            | Blantyre, Lilongwe                                                   |
| Moçambique Expresso        | Maputo                                                               |